# Sommer-Paralympics 1996/Teilnehmer (Australien)
| stlisierte Goldmedaille | stlisierte Silbermedaille | stlisierte Bronzemedaille |
| ----------------------- | ------------------------- | ------------------------- |
| 42                      | 37                        | 27                        |

Australien nahm mit 166 Sportlern an den Sommer-Paralympics 1996 in der US-amerikanischen Stadt Atlanta teil. Sie kämpften in 13 der 17 Sportarten und gewannen in 10 dieser Sportarten Medaillen.

## Medaillen

### Medaillenspiegel
| Medaillenspiegel Australien |                            |                              |                           |                           |        |
| Platz                       | Sportart                   | Goldmedaille – Olympiasieger | Silbermedaille – 2. Platz | Bronzemedaille – 3. Platz | Gesamt |
| 1                           | Radsport                   | 5                            | 5                         | 0                         | 10     |
| 2                           | Rollstuhlbasketball        | 1                            | 0                         | 0                         | 1      |
| 3                           | Leichtathletik             | 19                           | 12                        | 12                        | 43     |
| 3                           | Schwimmen                  | 16                           | 16                        | 12                        | 44     |
| 3                           | Rollstuhltennis            | 0                            | 1                         | 1                         | 2      |
| 3                           | Judo                       | 1                            | 0                         | 0                         | 1      |
| 4                           | Bowls                      | 0                            | 1                         | 1                         | 2      |
| 7                           | Boccia                     | 0                            | 0                         | 1                         | 1      |
| 9                           | Powerlifting (Bankdrücken) | 0                            | 1                         | 0                         | 1      |
| 12                          | Schießen                   | 0                            | 1                         | 0                         | 1      |
|                             | Reiten                     | 0                            | 0                         | 0                         | 0      |
|                             | Goalball                   | 0                            | 0                         | 0                         | 0      |
|                             | Rollstuhlrugby             | 0                            | 0                         | 0                         | 0      |
| Total                       | Total                      | 42                           | 37                        | 27                        | 106    |

## Teilnehmer nach Sportarten

### Boccia
Frauen
- Lynette Coleman
- Kris Bignall
- Fiona Given

Männer
- John Richardson
- Tu Huyhn
- Scott Elsworth

### Bowls
Frauen
- Pauline Cahill
- June Clark

Männer
- Robert Tinker
- John Forsberg
- Neville Millington

### Goalball

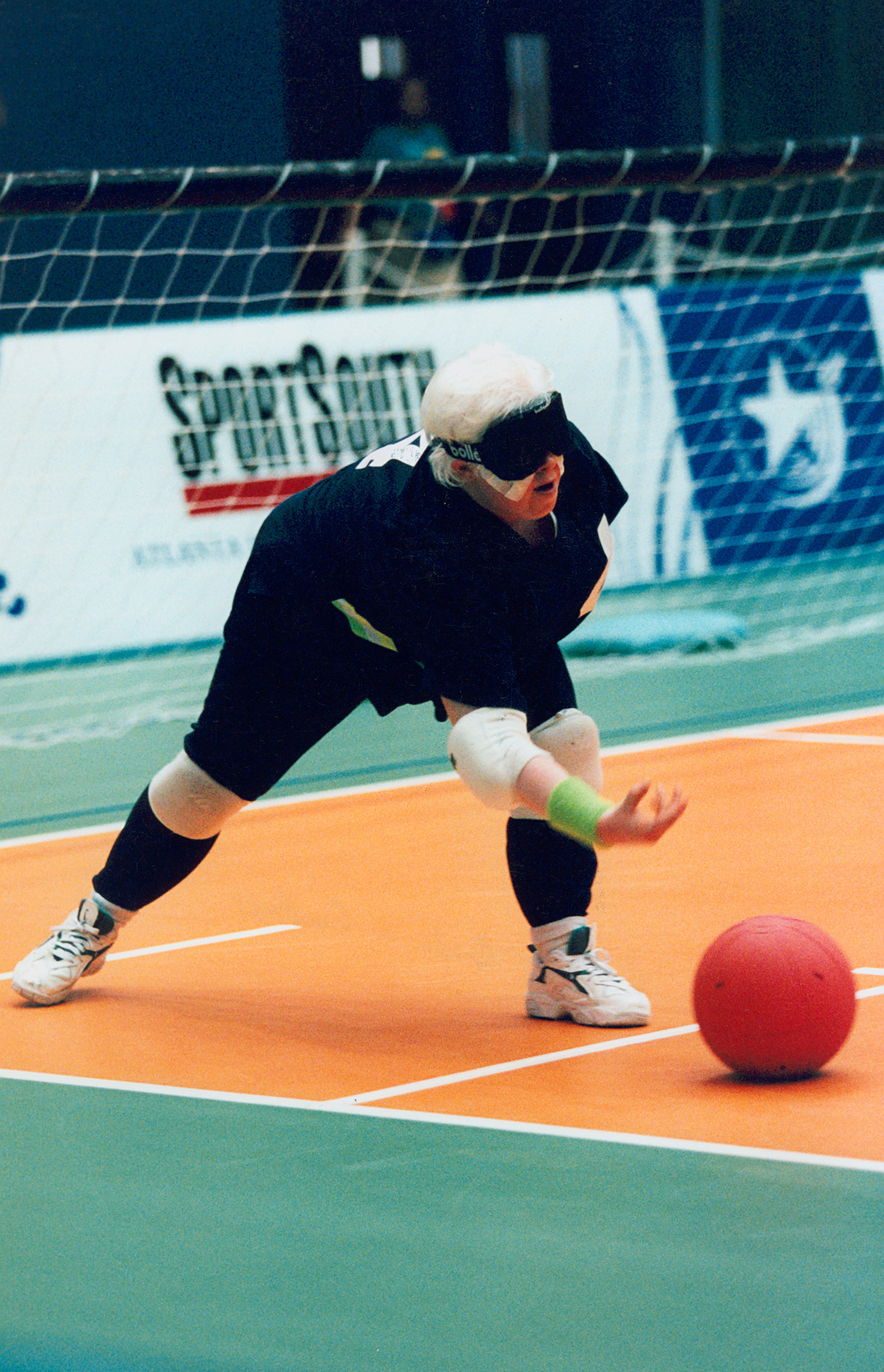

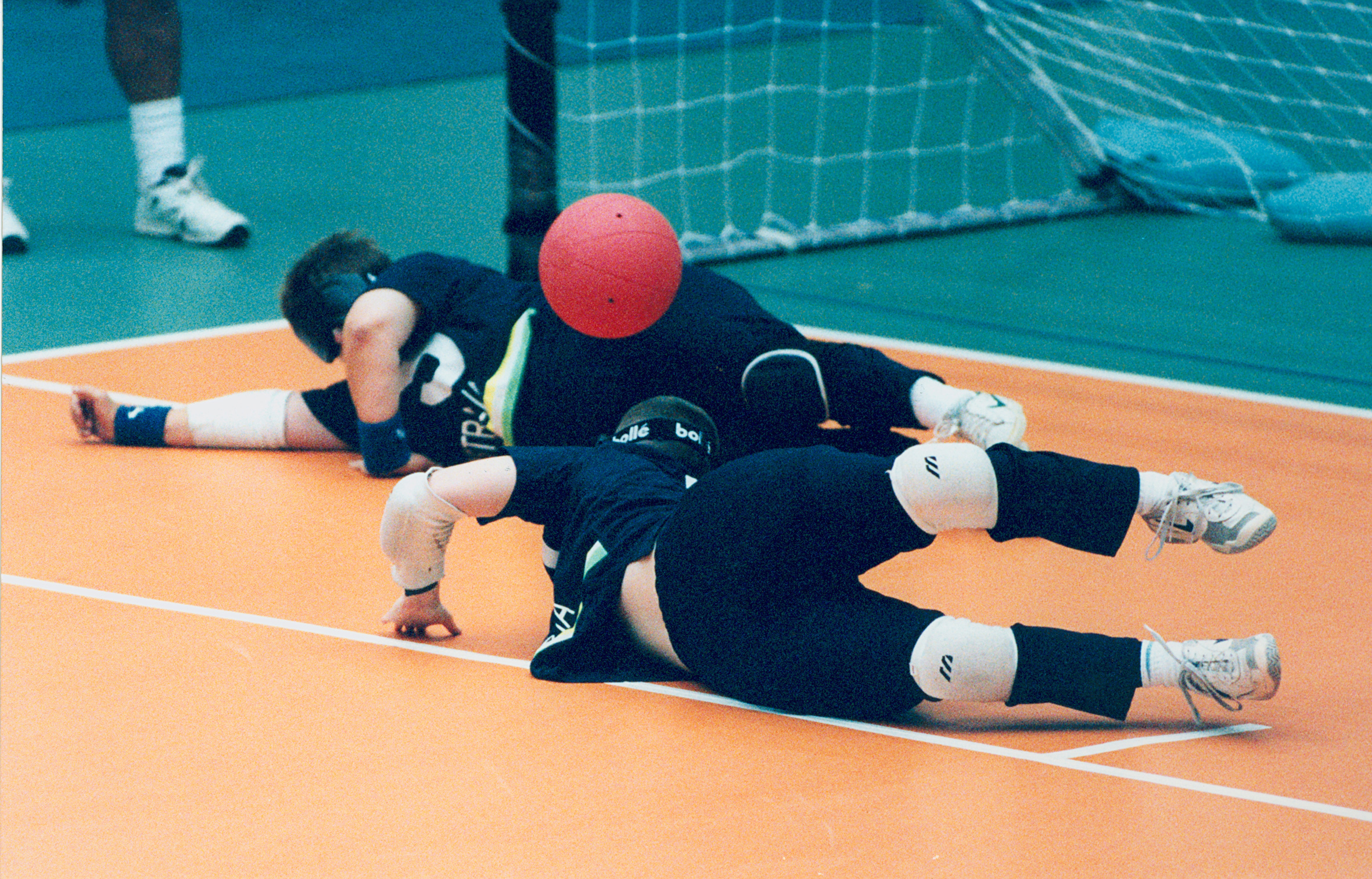

Frauen
- Raelene Bocks
- Sarah Kennedy
- Rachel Lahl
- Marilyn Mills
- Jennette Saxberg
- Robyn Stephens

Männer
- Robert Crestani
- Kevin Frew
- Colin George
- Gerrard Gosens
- Warren Lawton
- Brett Scarr

### Judo
Männer
- Anthony Clarke

### Leichtathletik
Frauen
- Marsha Green
- Lisa Llorens
- Alison Quinn
- Sharon Rackham
- Louise Sauvage
- Christie Skelton
- Frances Stanley
- Leana Viero
- Katrina Webb
- Jodi Willis-Roberts
- Amy Winters

Männer
- Anthony Biddle
- Fabian Blattman
- Damien Burroughs
- Geoffrey Clarke
- Leroi Court
- Mark Davies
- Michael Dowling
- Stephen Eaton
- John Eden
- Donald Elgin
- David Evans
- Neil Fuller
- Terry Giddy
- David Goodman
- Adrian Grogan
- Brian Harvey
- Lachlan Jones
- John Lindsay
- Hamish MacDonald
- Tim Matthews
- Kerrod McGregor
- Paul Nunnari
- Sam Rickard
- Jaime Romaguera
- Russell Short
- Greg Smith
- Bradley Thomas
- Darren Thrupp
- Matthew van Eldik
- Bruce Wallrodt
- Paul Wiggins

### Powerlifting (Bankdrücken)
Männer
- Michael Farrell
- Nicholson Richard
- Willem Bos
- Brian McNicholl

### Radsport

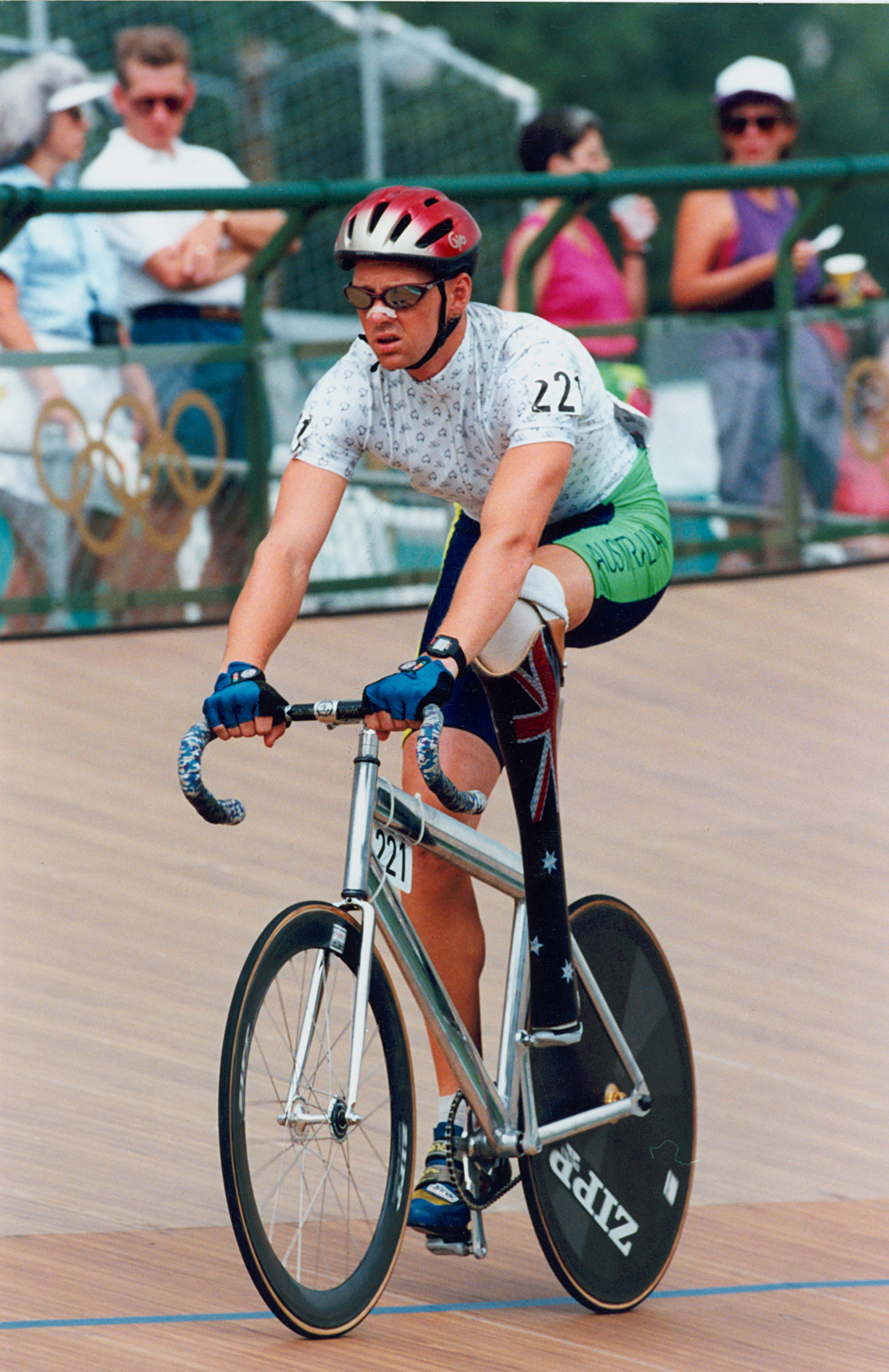

Frauen
- Kerry Golding
- Lyn Lepore
- Teresa Poole
- Sandra Smith

Männer
- Paul Clohessy
- Matthew Gray
- Steve Gray
- Eddy Hollands
- Peter Homann
- Paul Lake
- Paul Lamond
- Gregory Madson
- Kieran Modra
- Christopher Scott

### Reiten
Frauen
- Susan Haydon
- Sharon Konemann
- Sue-Ellen Lee
- Margaret Reynolds
- Mandy Waalwyk

### Rollstuhlbasketball

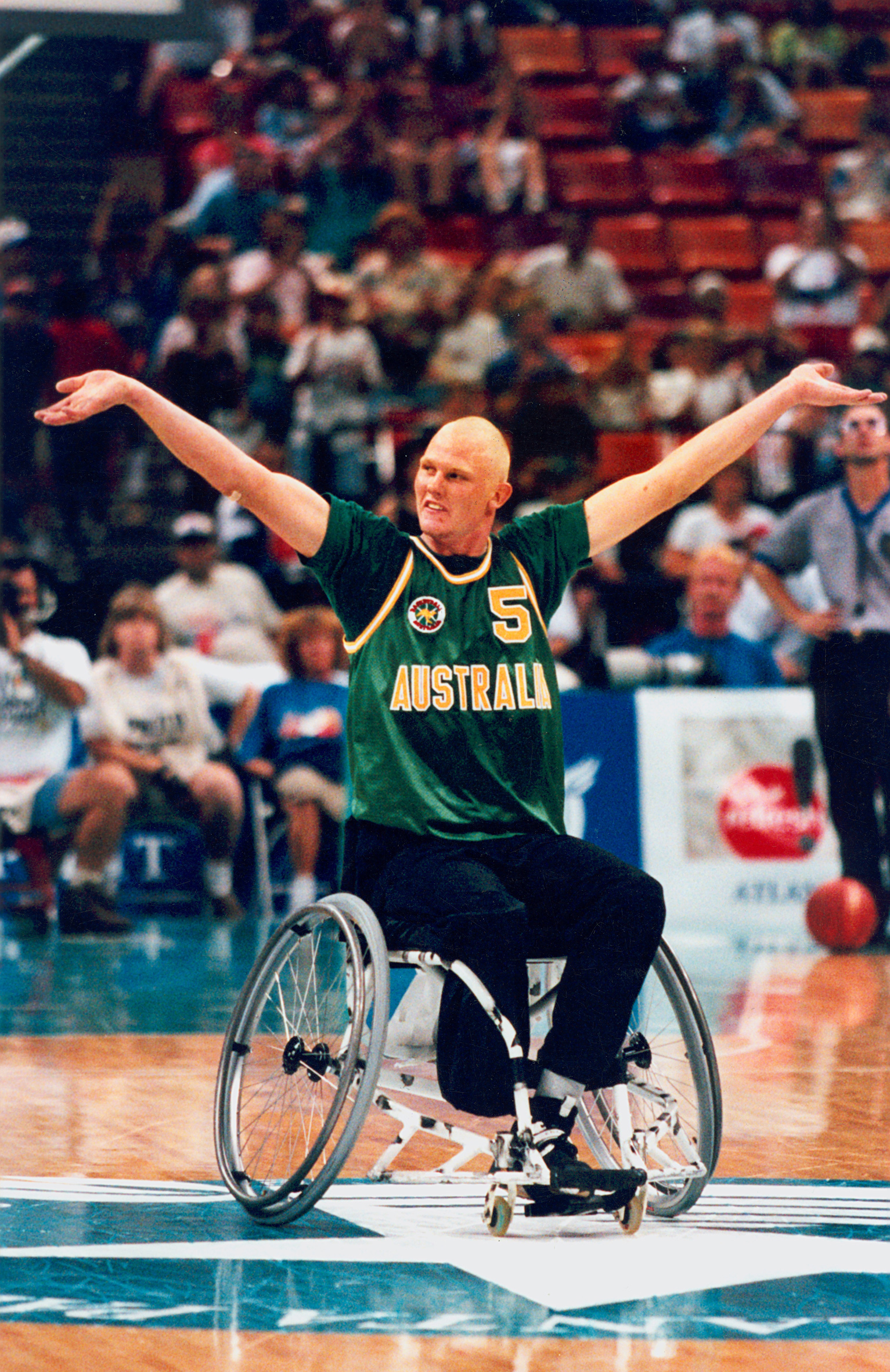

Frauen
- Julianne Adams
- Amanda Carter
- Paula Ewin
- Melissa Ferrett
- Alison Mosely
- Lisa O'Nion
- Donna Philp
- Doona Ritchie
- Amanda Rose
- Sharon Slann
- Liesi Tesch
- Jane Schs (Webb)

Männer
- Troy Andrews
- Sandy Blythe
- Orfeo Cecconato
- Benjamin Cox
- Stuart Ewin
- David Gould
- Gerard Hewson
- Timothy Maloney
- Nicholas Morris
- Richard Oliver
- Troy Sachs
- David Selby

### Rollstuhlrugby
Männer
- Brett Boylan
- Garry Croker
- Andrew Greenaway
- Rodney Hamilton
- George Hucks
- David Jacka
- Peter Lock
- Steve Porter
- Baden Whitehead

### Rollstuhltennis
Frauen
- Daniela Di Toro
- Randa Hinson

Männer
- Mick Connell
- David Hall

### Schießen
Frauen
- Iain Fischer
- Patricia Fischer
- Elizabeth Kosmala (Richards)

Männer
- Ashley Adams
- Keith Bremner
- James Nomarhas
- Peter Worsley

### Schwimmen

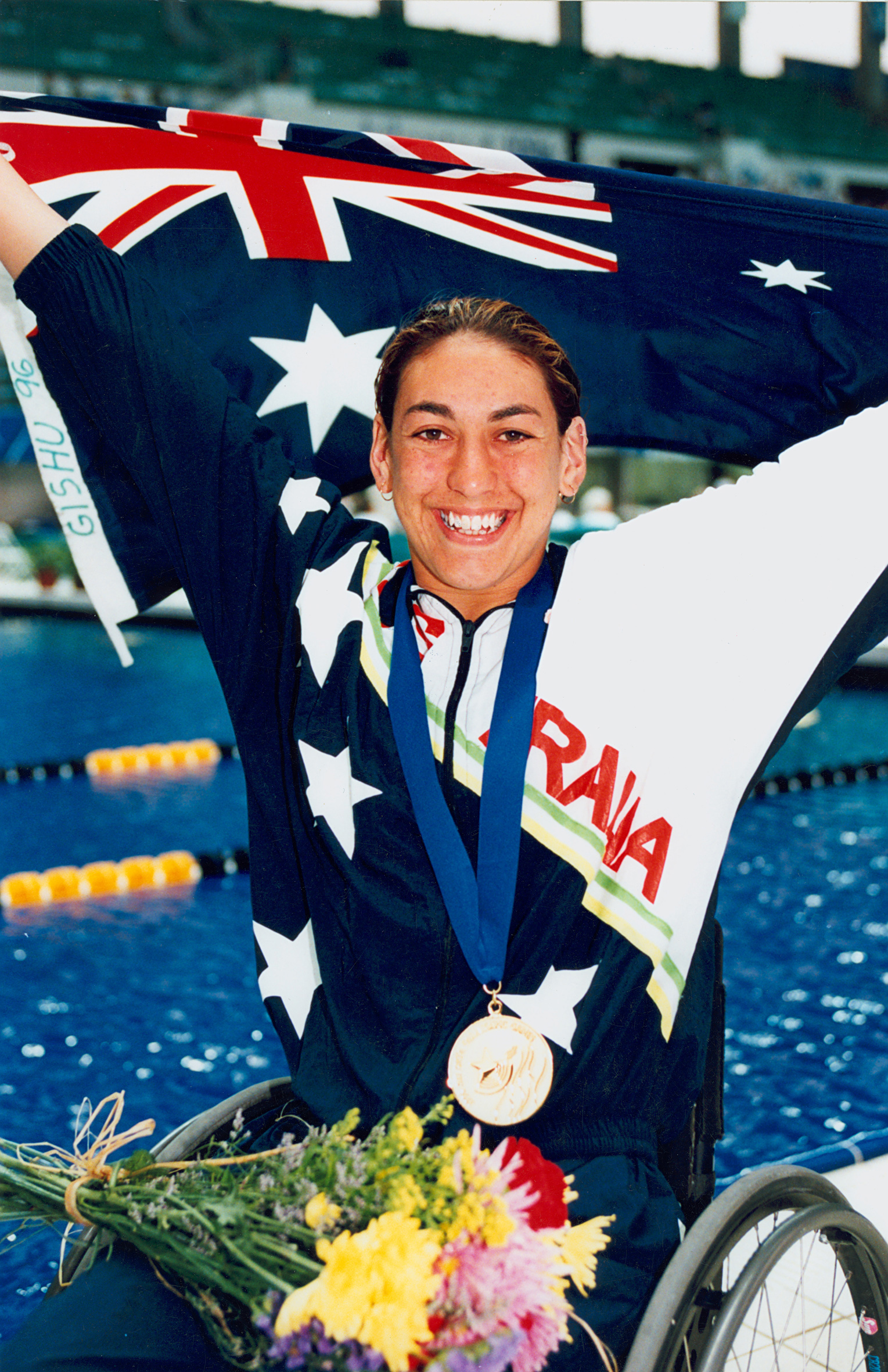

Frauen
- Petrea Barker
- Melissa Carlton
- Priya Cooper
- Tracey Cross
- Gemma Dashwood
- Janelle Falzon
- Alicia Jenkins
- Karni Liddell
- Vicky Machen
- Tamara Nowitzki
- Tracey Oliver
- Lesly Page
- Sarah-Jane Schulze
- Carla Sullivan
- Elizabeth Wright
- Judith Young

Männer
- Rodney Bonsack
- Scott Brockenshire
- Kingsley Bugarin
- Brendan Burkett
- Dominic Collins
- Paul Cross
- Cameron de Burgh
- Grant Fitzpatrick
- Paul Gockel
- Alex Hadley
- Jeffrey Hardy
- Sean Harris
- Brett Reid
- Alastair Smales